# Liste der Orgelkompositionen von Anton Bruckner
Anton Bruckner, der auch Organist war, hinterließ wenige Kompositionen für die Orgel.
Einen Namen machte sich Bruckner vor allem durch sein Orgelspiel auf seinen Reisen nach Nancy, Paris, London und in die Staaten des kaiserlichen Österreichs. Sein Ruf als Organist beruhte vor allem auf seinem Improvisationstalent. Die Kompositionen, die Bruckner für die Orgel hinterlassen hat, sind in seinem Werk von untergeordneter Bedeutung. Mit Ausnahme des späteren „Perger Präludiums“ mit seiner romantischen Chromatik stammen die wenigen Orgelwerke aus seiner früheren Lebenszeit und basieren hauptsächlich auf der barocken Tradition.

## Kompositionen

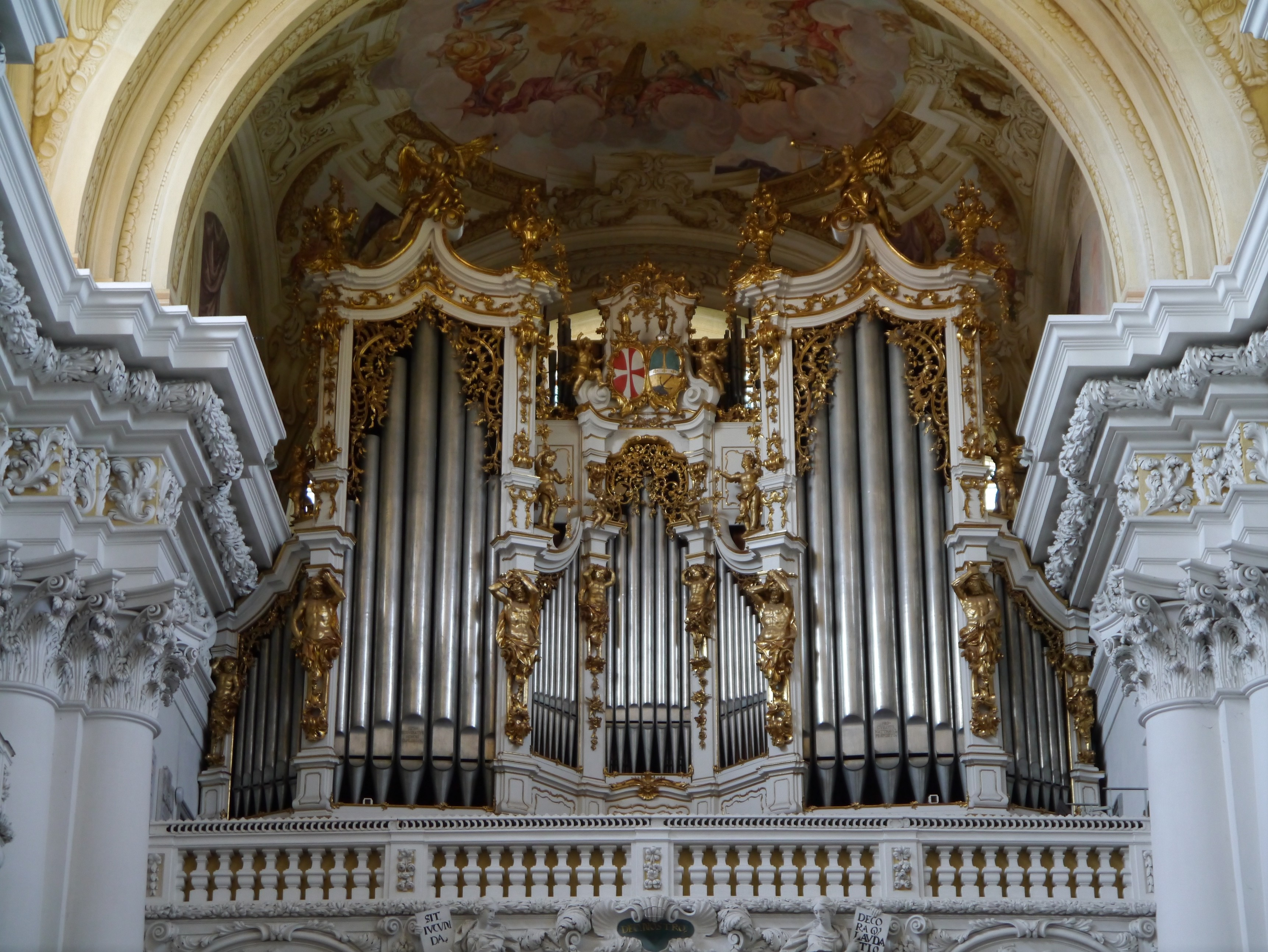
Bruckner-Orgel, Stift Sankt Florian

Fünf Stücke und zwei Skizzen sind zweifelsohne eigenhändige Kompositionen:
- Nachspiel in d-Moll, WAB 126/1. Komponiert ca. 1846. Die Handschrift mit diesem und dem folgenden Werk befindet sich im Archiv des Stifts Sankt Florian; Gesamtausgabe Band XII/6, Nr. 1.[1][2]
- Andante in d-Moll, WAB 126/2 - ein Präludium, komponiert ca. 1846; Gesamtausgabe Band XII/6, Nr. 2.[1][2]
- „Vorspiel und Fuge“ in c-Moll, WAB 131. Ein Präludium und eine Fuge, komponiert am 15. März 1847. Die unvollständige Handschrift, die im Archiv des Stifts Seitenstetten aufbewahrt wird, wurde erstmals in Band II/2, S. 78–82 der Göllerich/Auer-Biographie veröffentlicht. Die unvollständige Partitur wurde 1929 von Franz Phillip fertiggestellt. Gesamtausgabe Band XII/6, Nr. 3.[2][5]
- „Fuge“ in d-Moll, WAB 125. Eine Fuge, die Bruckner am 7. November 1861 für eine Prüfung komponierte, die er am 19. November 1861 in Wien ablegen wollte. Die Skizze ist in der Österreichischen Nationalbibliothek aufbewahrt. Die endgültige Partitur findet sich im Sechter-Studienbuch (Bibliothek der Diözese Münster).[6] Gesamtausgabe Band XII/6, Nr. 4.[5][7]
- Perger Präludium in C-Dur, WAB 129. Ein 1884 komponiertes Vorspiel. Eine Skizze wird im Archiv der Abtei Kremsmünster aufbewahrt. Die endgültige Partitur, die Bruckners Schüler Otto Loidol erhielt, ist in der Gesamtausgabe, Band XII/6, Nr. 5 herausgegeben.[5]
- Improvisationsskizze Ischl 1890, WAB add 240.[8] Themen für Improvisation, skizziert im Juli 1890 für Orgelspiel während der Hochzeit von Marie Valerie von Österreich mit Erzherzog Franz Salvator in Bad Ischl am 30. Juli 1890. Die Skizze, die in der Österreichischen Nationalbibliothek hinterlegt ist, ist in der Gesamtausgabe, Band XII/9, Nr. 6 herausgegeben.[5] Sie kombiniert zwei Themen aus dem Finale der Erste Symphonie, die Bruckner zu dieser Zeit rezensierte, das Fugato vom Händels Hallelujah und die Kaiserhymne.[9]
1990 improvisierte Erwin Horn über die beiden Themen aus dem Finale der Symphonie Nr. 1 als Improvisationsskizze Bad Ischl und gab eine Partitur seiner Improvisation heraus. Dieses Werk wurde später von Klaus Sonnleitner erneut eingespielt,[10] Siegfried Petri (2009) und Gerd Schaller (2015).[11]
2007 machte Horn eine zweite Improvisation basierend auf den vier Themen der Skizze als Kaiserliche Festmusik.[11]
- Konzertskizze in c-Moll, WAB 241.[12] Drei Themen für eine Orgelimprovisation am 28. August 1884 in Kremsmünster.[13]

Außerdem:
- Adagio für Orgel. Skizze in B-Dur, 1953 in einem Katalog der Musikautographen-Sammlung von Louis Koch. Es handelt sich um einen ersten Entwurf für das Hauptthema des Adagio der Neunte Symphonie Nr. 9. Gesamtausgabe Band XII/6, Nr. 7.[5][14]
- Sieben Orgelpräludien, WAB 127 und 128, geschrieben ca. 1835. An ihrer Authentizität wurden Zweifel geäußert. Vermutlich handelt es sich um Kopien von Kompositionen von Johan Baptist Weiß oder einem anderen Organisten. Gesamtausgabe Band XII/6, Nr. 8 (Nachtrag).[5][15][16]
- Präludienbuch, WAB add 334.[17] Eine 58-seitige Handschrift mit 159 kurzen Orgelstücken, bei denen es sich vermutlich um Transkriptionen von Werken anderer Komponisten handelt. 22 dieser Stücke wurden von Louis Dité in seinen Vademecum für Organisten, Weinberger Verlag (1947), und Festliche Präludien, Weinberger Verlag (1948) veröffentlicht.

## Diskografie (Auswahl)
Einige „Gesamtausgaben“ der Orgelwerke sind erschienen. Selbst wenn man die „apokryphen“ Präludien WAB 127 und 128 mit einbezieht, überschreitet die Spielzeit nur geringfügig eine halbe Stunde: 33 Minuten bei Horn, 26 Minuten bei Schaller, der diese Präludien nicht einbezieht.
Neben den sieben Präludien WAB 127 und WAB 128 gibt es die weitere kurze Orgelwerke, die Bruckner in obskurer Sammlung zugeordnet werden. Franz Haselböck hat einige davon auf dem Harmonium eingespielt, nicht auf CD veröffentlicht.
- Franz Haselböck, Brucknerorgel der Piaristenkirche Wien, Österreichische Orgelmusik des 19. Jahrhunderts: Anton Bruckner. Sämtliche Werke für Orgel / Simon Sechter, Ausgewählte Orgelwerke. LP. Musical Heritage Society, MHS 1972.
- Augustinus Franz Kropfreiter, Brucknerorgel des Stifts Sankt Florian, Verein der Freunde der Oberösterreichischen Stiftskonzerte. LP. ORF/Lesborne L 2955, ca. 1973. Eine Digitalisierung der LP ist auf der Website von John Berky zu hören: Orgelwerke von Augustinus Franz Kropfreiter (Spuren 5 bis 9)
- Heinz Lohmann, Klais-Orgel der Jesuitenkirche Mannheim. LP. RBM 3004, 1974; neu aufgelegt als CD: Klassic Haus KHCD 2012-008, 2011.
- Erwin Horn, Klais-Orgel der Frauenkirche Nürnberg, Bruckner Orgelwerke. CD. Novalis 150 071-2, 1990. Mit der Improvisationsskizze Bad Ischl (Improvisation über das Finale der Symphonie Nr. 1)
- Erwin Horn, Bruckner-Orgel (Stift Sankt Florian), Was mir die Liebe erzählt. CD. MOT 13551, 2007. Mit der Kaiserlichen Festmusik (Improvisation über die vier Themen der Skizze).
- Klaus Sonnleitner, Kaleidoskop - Die Brucknerorgel in St. Florian. CD. Spektral SRL4-12107, 2011 (mit Ausnahme der Präludien WAB 127 & 128).
- Gerd Schaller, Eisenbarth-Orgel der Kirche des Klosters Ebrach, Bruckner –  Messe Nr. 3,  Psalm 146, Orgelwerke. CD. Profil Hänssler PH16034, 2015 (außer den Präludien WAB 127 & 128).

Eine Gesamtaufnahme der 22 veröffentlichten Stücke aus dem Bruckner-Präludienbuch von AMuSicScoRe ist auf YouTube zu hören:
- Kadenz in D-Dur, WAB add 334/1 - Kadenz in D-Dur, WAB add 334/2 - Moderato in D-Dur, WAB add 334/3
- Lento in Es-Dur, WAB add 334/4 - Con moto in Es-Dur, WAB add 334/5 - Kadenz in E-Dur, WAB add 334/6
- Langsam in e-Moll, WAB add add 334/7 - Kadenz in F-Dur, WAB add 334/8 - Moderato in F-Dur, WAB add 334/9
- Andante in F-Dur, WAB add 334/10 - Kadenz in G-Dur, WAB add 334/11 - Allegro in G-Dur, WAB add 334/12
- Kadenz in g-Moll, WAB add 334/13 - Kadenz in g-Moll, WAB add 334/14 - Vers in g-Moll, WAB add 334/15
- Mit starken Stimmen in As-Dur, WAB 334/16 - Kadenzen in As-Dur, WAB 334/17 & 334/18 - Andante in A-Dur, WAB add 333/19
- Sine nomine in A-Dur, WAB 334/20 - Moderato in B-Dur, WAB 334/21 - Andante in B-Dur, WAB 334/22

Anmerkung: eine Transkription in Des-Dur des Andante in F-Dur, WAB add 334/10, ist ein beliebtes Stück von Hornquartetten.
Weitere unveröffentlichte Stücke aus dem Bruckner-Präludienbuch ebenfalls von AMuSicScoRe sind auf YouTube zu hören:
- A-Wn PhA 1459, Orgelbuch aus dem Besitz Anton Bruckners

Einige Stücke aus Bruckners Kurze-General-Baß-Regeln, WAB add 258, ebenfalls von AMuSicScoRe sind auf YouTube zu hören:
- Kurze Generalbass Regeln, WAB add 258